# Poglądy (czasopismo)
Poglądy – dwutygodnik (w ostatnim okresie istnienia tygodnik) z podtytułem „Pismo społeczno-kulturalne”, ukazujący się w Katowicach od listopada 1962 r. do kwietnia 1983 r. Inicjatorem jego powołania oraz redaktorem naczelnym przez cały okres wydawania był Wilhelm Szewczyk. Wydawcą była Robotnicza Spółdzielnia Wydawnicza „Prasa-Książka-Ruch” - Śląskie Wydawnictwo Prasowe. Druk czasopisma odbywał się w Prasowych Zakładach Graficznych w Katowicach przy ul. Liebknechta (obecnie ul. Opolska), a następnie przy ul. Sobieskiego.
Pierwszy numer ukazał się z datą 1 listopada 1962 r. Ostatni numer przed wprowadzeniem stanu wojennego (nr 23/459) miał datę 1-14 grudnia 1981 r. Czasopismo zostało wznowione jeszcze w czasie trwania stanu wojennego w formie tygodnika, z datą 5 maja 1982 r. Jego żywot był już jednak bardzo krótki: przetrwało tylko 15 numerów. Ostatni numer wydany został z datą 10 kwietnia 1983 r. Pismo przestało się ukazywać w wyniku politycznej decyzji katowickiego Komitetu Wojewódzkiego PZPR. Łącznie pod tym tytułem ukazało się 509 numerów „Poglądów”.
Skład redakcji stanowili: Wilhelm Szewczyk (redaktor naczelny), Jan Pierzchała (zastępca redaktora naczelnego), Tadeusz Flisiuk (sekretarz redakcji, wkrótce zastąpiony przez Stanisława Wilczka), Roman Samsel i Tadeusz Kijonka (kierownicy działów), Jerzy Moskal (redaktor graficzny), Mieczysław Dziaczek (redaktor techniczny, później stanowisko to zajmował Euzebiusz Skórek), Jan Hanusik (fotoreporter). W różnych okresach w składzie redakcji występowali również m.in. Andrzej Wydrzyński, Bolesław Lubosz, Witold Nawrocki, Albin Siekierski i Stanisław Piskor.
Magazyn wydawany był w formacie ok. 33 cm x 24 cm. W latach 70. zawierał 20 stron druku czarno-białego, numerowanych, poświęconych na większe teksty, 4 nienumerowane strony wkładki (drukowanej na papierze o zielonkawym odcieniu), zawierającej kronikę, 4 strony węższej (na pół kolumny) wkładki drukowanej na brązowym, nieco grubszym „pakowym” papierze oraz 4 strony barwnej okładki, wykonanej z cienkiego kartonu.
Czasopismo przez prawie cały okres ukazywania się posiadało utrwalony rozkład. Na drugiej stronie okładki przedstawiane były sylwetki postaci znaczących w życiu społecznym, kulturalnym czy naukowym Śląska. Pierwsza strona „pakowej” wkładki mieściła spis treści numeru, druga – felieton na aktualny temat. Na 20 numerowanych stronach drukowane były artykuły poświęcone historii regionu, jego życiu kulturalnemu i artystycznemu czy bieżącym problemom społecznym. W każdym numerze publikowane były poezje i krótsze formy prozatorskie, głównie twórców śląskich, ale także przekłady współczesnej literatury czeskiej, węgierskiej, niemieckiej czy łużyckiej. Obecna była krytyka literacka, w tym omówienia nowości wydawniczych – głównie śląskich lub Śląska dotyczących.  Cztery nienumerowane strony wkładki, z podtytułem „Z naszego notanika kulturalnego”, zawierały kronikę najświeższych wydarzeń społeczno-kulturalnych w regionie, recenzje premier teatralnych i operowych, wydarzeń muzycznych, wystaw plastycznych itp., w tym stały dział „Za Olzą”, poświęcony polskim wydarzeniom w czeskiej części Śląska Cieszyńskiego. Na trzeciej stronie wkładki „pakowej” początkowo znajdowała się krzyżówka, w drugiej połowie lat 70. zastąpiona felietonem z nadtytułem „Z witryny towarzyskiej”, zaś na jej spodzie stopka redakcyjna. Trzecią stronę okładki (z racji barwnej techniki druku) wypełniały reprodukcje współczesnych dzieł plastycznych – ich omówienie wraz z informacjami o twórcach drukowano na czwartej stronie „pakowej” wkładki. Ostatnią stronę okładki wypełniał felieton sygnowany „KORA” (pod tym pseudonimem krył się redaktor naczelny Wilhelm Szewczyk), ozdobiony grafiką Jerzego Moskala.
Przez dwa pierwsze lata redakcja czasopisma mieściła się na parterze Klubu Pracy Twórczej w tzw. Willi Kramstów przy ul. Warszawskiej 37. Później przeniosła się do nowo otwartego Domu Prasy Śląskiej przy katowickim Rynku (formalny adres: ul. Młyńska 1), gdzie zajmowała pokoje nr 705-708 na siódmym piętrze gmachu. Gdy Śląskie Wydawnictwo Prasowe uzyskało pomieszczenia w sąsiednim budynku przy Rynku nr 13, redakcja zajęła w nim 6 pokoi na V piętrze, gdzie mieściła się już do końca istnienia tytułu (już jako tygodnik) w 1983 r.
Cena jednego numeru wynosiła w 1975 r. 2 zł, na początku roku 1981 4 zł, a ostatni numer przed wprowadzeniem stanu wojennego (nr 23/459, 1-14 grudnia 1981) miał cenę 7 zł.